# Yeosu

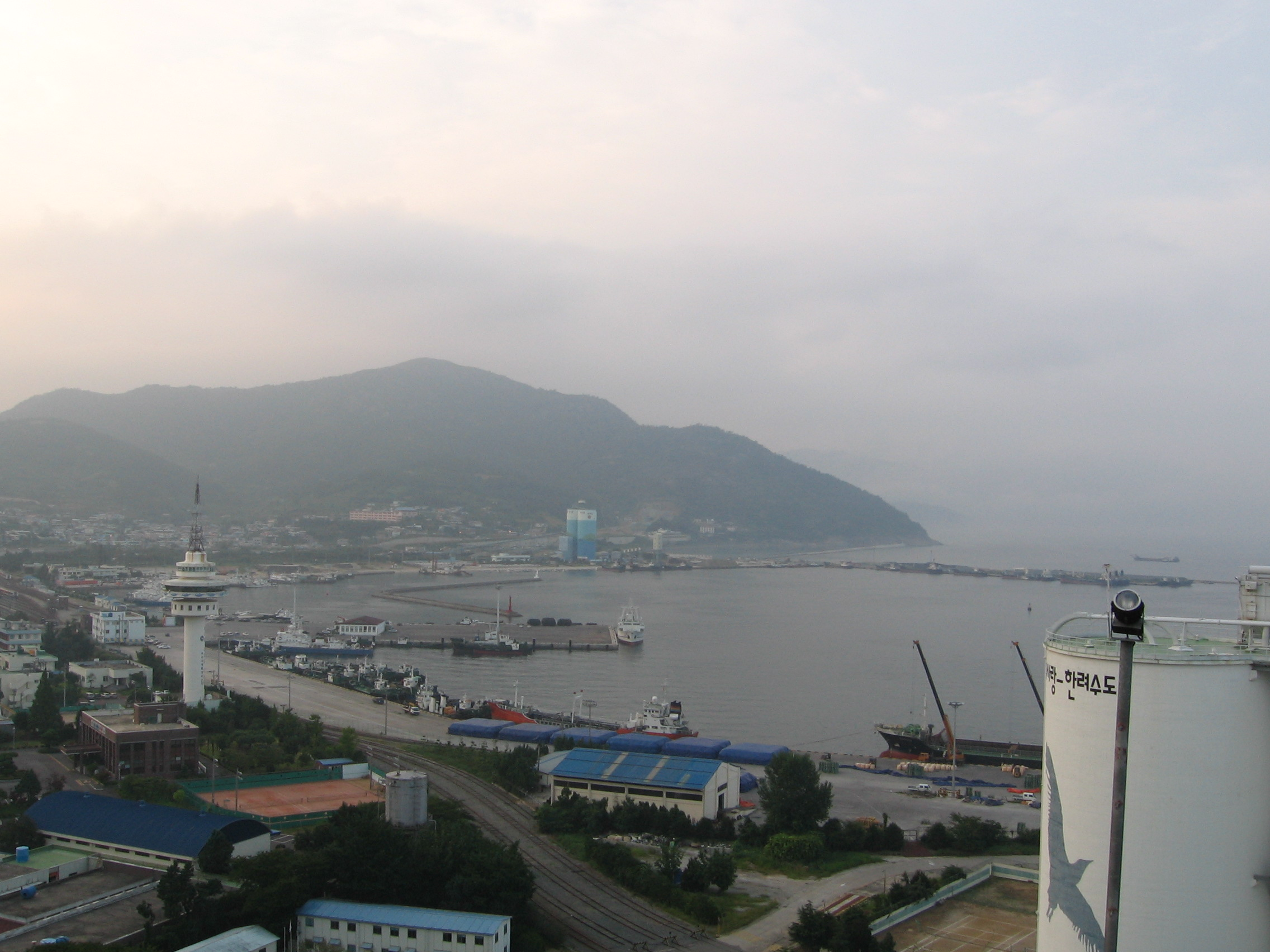
Hamnen i Yeosu.

Yeosu (hangul: 여수시 hanja: 麗水市) är en stad i provinsen Södra Jeolla i Sydkorea. Folkmängden var 284 866 invånare i slutet av 2020, varav 229 880 bodde i själva centralorten.
Två tredjedelar av kommunen ligger på Yeosu-halvön (여수반도), där centralorten ligger, resten består av 365 öar, varav 48 är bebodda. 

## Administrativ indelning
Centralorten (162,93 km²) består av 20 stadsdelar (dong):
Chungmu-dong,
Daegyo-dong,
Dongmun-dong,
Dundeok-dong,
Guk-dong,
Gwangnim-dong,
Hallyeo-dong,
Jungang-dong,
Jusam-dong,
Mandeok-dong,
Mipyeong-dong,
Munsu-dong,
Myodo-dong,
Samil-dong ,
Seogang-dong,
Sijeon-dong,
Ssangbong-dong,
Wolho-dong,
Yeocheon-dong och
Yeoseo-dong.
Ytterområdena (349,31 km²) består av en köping (eup) och sex socknar (myeon):
Dolsan-eup,
Hwajeong-myeon,
Hwayang-myeon ,
Nam-myeon,
Samsan-myeon,
Sora-myeon och
Yulchon-myeon.